# Brain (vírus de computador)
©Brain ou simplesmente Brain é um vírus de computador detectado pela primeira vez em janeiro de 1986, sendo considerado por muitos o primeiro vírus conhecido direcionado para o sistema operacional MS-DOS. Apesar disso muitos alegam que este título na verdade pertence ao vírus Elk Cloner por este ser o primeiro vírus a carregar código malicioso. Ele se aloja no setor de boot do disco rígido.
Este vírus é notável por possuir em seu código o endereço e o telefone de contato dos seus desenvolvedores, reproduzido a seguir:
Welcome to the Dungeon © 1986 Basit * Amjad (pvt) Ltd. BRAIN COMPUTER SERVICES 730 NIZAM BLOCK ALLAMA IQBAL TOWN LAHORE-PAKISTAN PHONE: 430791,443248,280530. Beware of this VIRUS.... Contact us for vaccination...
O motivo alegado pelos seus desenvolvedores foi de que eles haviam criado o programa para monitorar a distribuição de cópias piratas de um software médico de monitoramento cardíaco que haviam desenvolvido para o computador da Apple Inc.. Porém o código foi portado por um programador para o sistema operacional DOS, tornando-se um vírus.